# Fideris
Fideris (rm. Fadrein) – miejscowość i gmina w południowo-wschodniej Szwajcarii, w kantonie Gryzonia, w regionie Prättigau/Davos.

## Demografia
We Fideris mieszka 595 osób. W 2020 roku 6,9% populacji gminy stanowiły osoby urodzone poza Szwajcarią. 

## Transport
Przez teren gminy przebiega droga główna nr 28. 